# Schmalenfleth

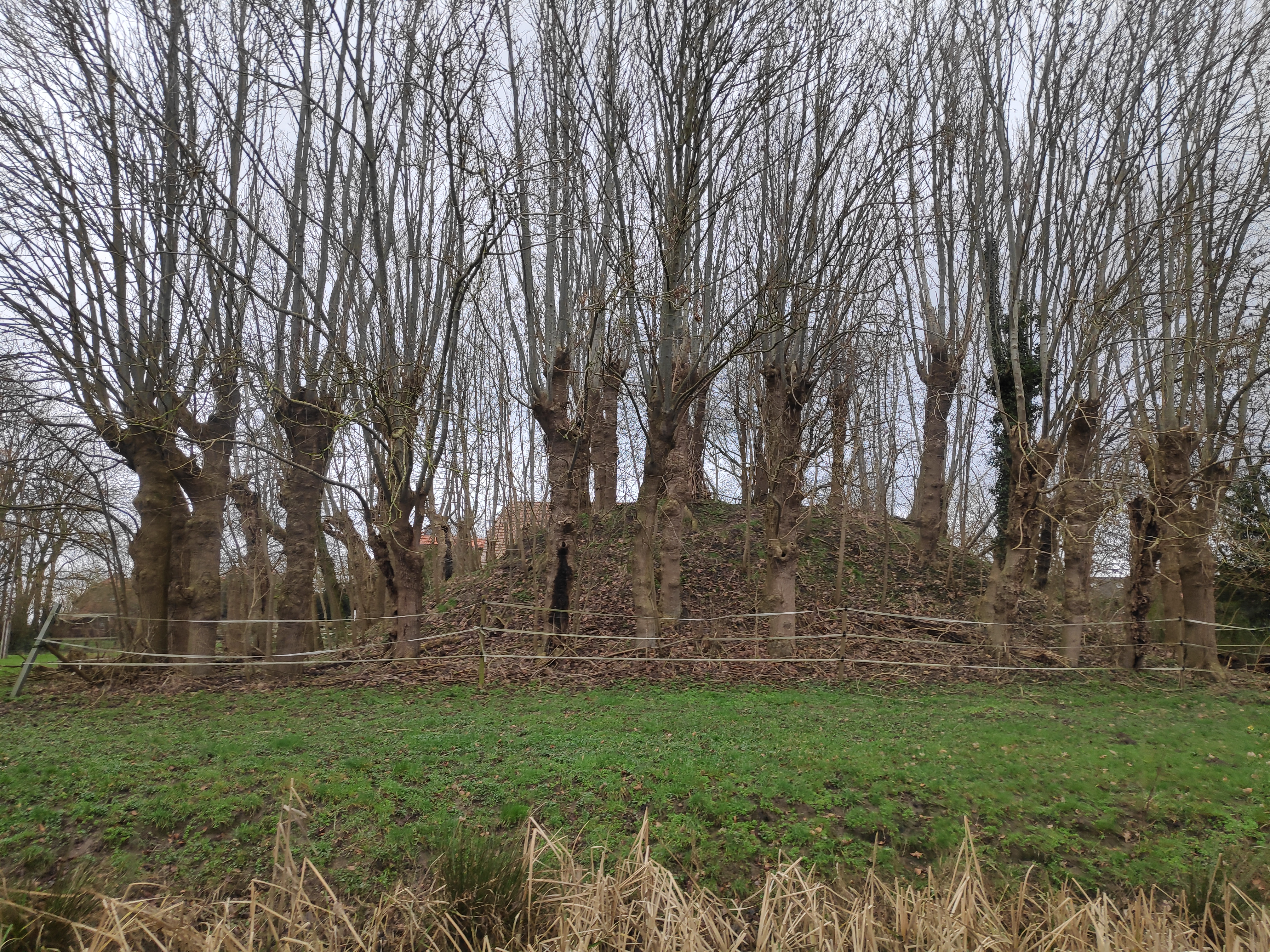
Jedutenhügel

Schmalenfleth ist eine Bauerschaft der Stadt Brake im Landkreis Wesermarsch.

## Geschichte

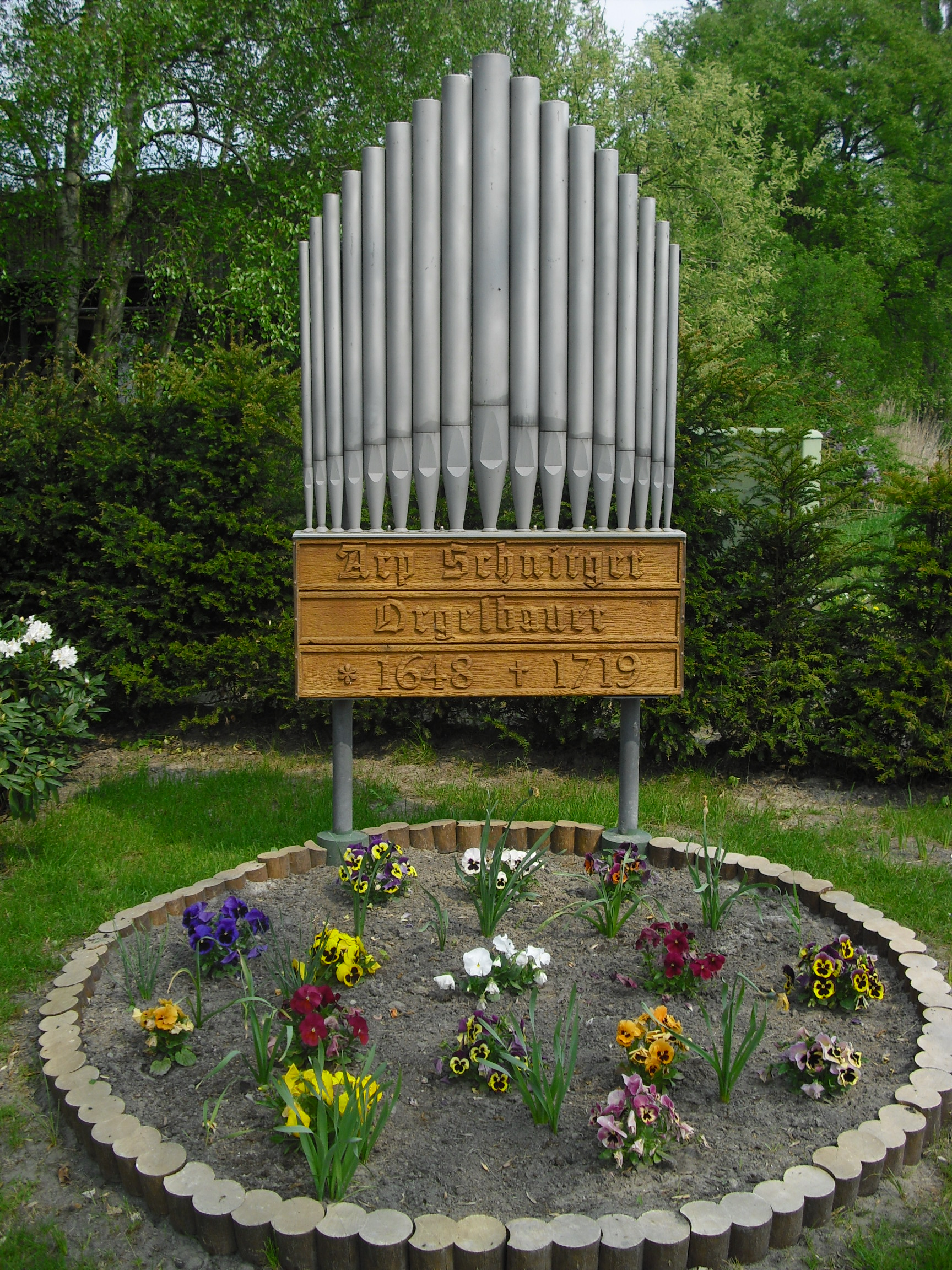
Arp-Schnitger-Denkmal in Schmalenfleth

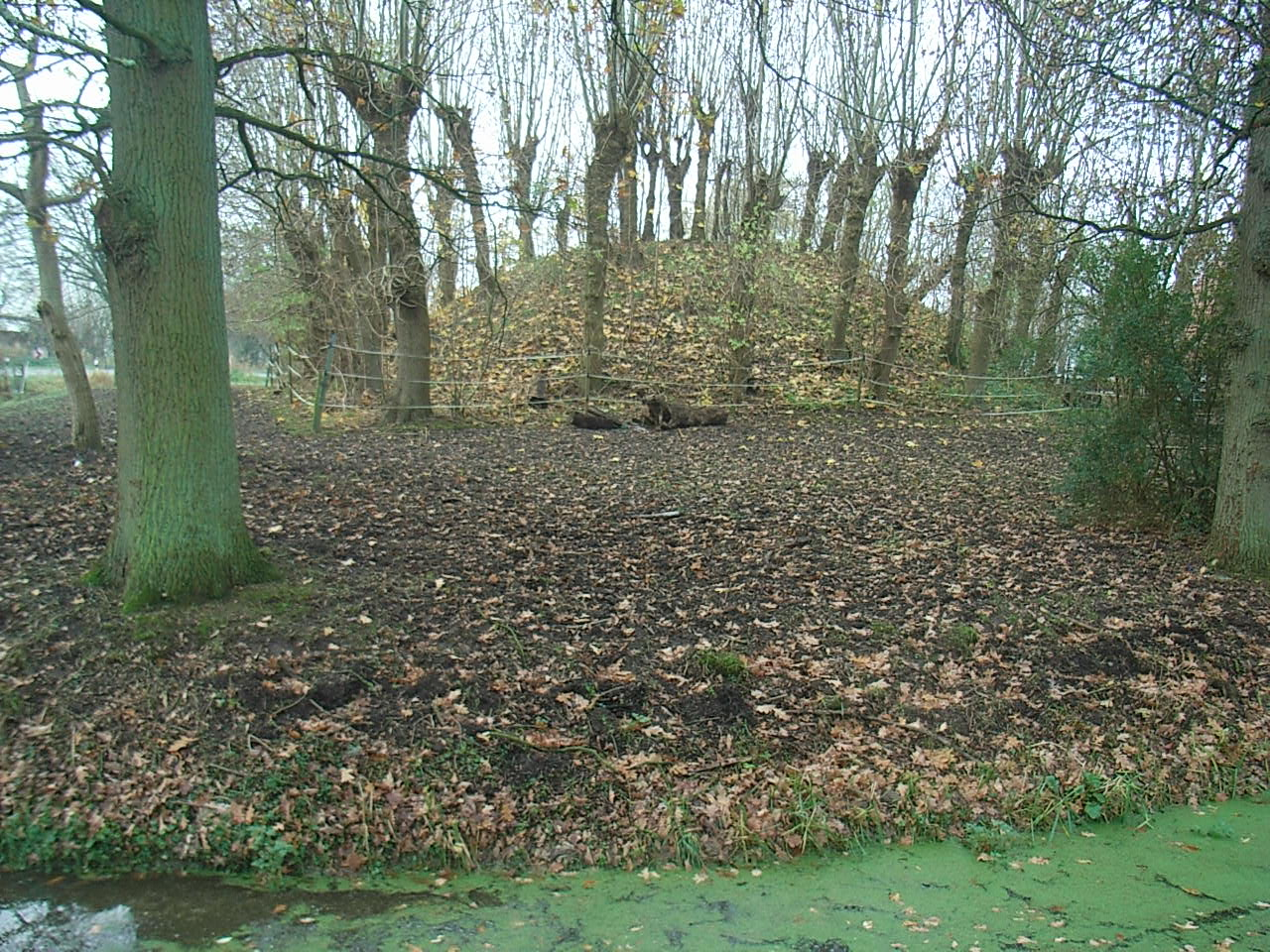
Jedutenhügel bei Schmalenfleth

Am südlichen Ortsrand Schmalenfleths, nördlich der Straße nach Golzwarden befindet sich ein sogenannter Jedutenhügel. Dieser ist 4,2 Meter hoch und hat einen Durchmesser von etwa 30 Metern. Im Bereich des heutigen Brake war Schmalenfleth der erste Ort, der bereits im 9. Jahrhundert Erwähnung findet. In der Lebensbeschreibung des Bischofs Willehad aus Bremen wird um 860 eine Frau aus „Scmalonfleet“ genannt, das zu Rüstringen gehörte. Vermutlich war Schmalenfleth bereits während der friesischen Landnahme des 7./8. Jahrhunderts entstanden. Schmalenfleth verfügt über eine Ausbausiedlung namens Schmalenfletherwurp. Im Jahr 1371 huldigten zwei friesische Häuptlinge der Stadt Bremen. Es ist überliefert, dass im Jahr 1517 ein „Erich von Schmalenfleth“ zu einer Pilgerreise nach Santiago de Compostela in Spanien aufbrach. Für das Jahr 1637 ist eine Schule in Schmalenfleth belegt. Das Gebäude der Schule wurde 1849 neu errichtet. Die Schule wurde 1961 geschlossen. Aus Schmalenfleth stammt der berühmte Orgelbauer Arp Schnitger, der hier am 2. Juli 1648 geboren wurde.

## Demographie
| Jahr | Einwohner |
| ---- | --------- |
| 1675 | 364       |
| 1722 | 283       |
| 1792 | 313       |
| 1815 | 301       |
| 1855 | 302       |
| 1910 | 259       |
| 1925 | 267       |
| 1939 | 235       |
| 1970 | 227       |
| 1988 | 194       |

## Bekannte Personen
- Arp Schnitger, berühmter Orgelbauer